# Martí de Porres
Martí de Porres, conegut com a Fray Escoba (Lima, 9 de desembre de 1579 - 3 de novembre de 1639), va ser un religiós dominic peruà, venerat com a sant per l'Església catòlica. Era membre del Tercer Orde de Sant Domènec i va ser el primer sant mulat d'Amèrica. La seva festivitat litúrgica és el 3 de novembre.

## Biografia
Va néixer a Lima, fill de Juan de Porres, cavaller de l'Orde d'Alcántara nascut a Burgos, i d'una negra alliberada, Ana Velázquez, natural de Panamà i que vivia a Lima amb Juan de Porres, sense estar casats. Va ser batejat el 9 de desembre de 1579 a l'església de San Sebastián de Lima. El seu pare no el va reconèixer, ja que en ser cavaller d'un orde militar i solter, havia de guardar castedat.
Ana Velázquez va criar-lo; el seu pare, destinat a Guayaquil, els enviava els mitjans per a fer-ho, i, veient la precarietat en la qual vivien, va reconèixer Martí i la seva germana Juana com a fills seus davant la llei. El 1586 se'ls va endur a Guayaquil amb uns parents; aquests, però, només acceptaren Juana perquè tenia la pell clara i Martí, negre, va haver de tornar a Lima.
Va ser posat sota la cura d'Isabel García Michel. El 1591 va rebre el sagrament de la confirmació del bisbe, després sant, l'arquebisbe Toribio de Mogrovejo. Va entrar com a aprenent d'apotecari: l'experiència la faria servir després per a guarir malalts. També va aprendre l'ofici de barber, que llavors també feien operacions senzilles de cirurgia menor.
L'atreia la vida religiosa i va voler entrar en l'orde de Sant Domènec, que coneixia pel proper convent de Nuestra Señora del Rosario. La seva condició de bastard i de mulat, però, l'impedien de ser frare prevere.

## Vida religiosa
El 1594, va ingressar a l'orde dominic com a donat, és a dir, terciari, i després germà llec. Al convent s'ocupava de treballs domèstics i humils, com una mena de criat, a canvi de l'allotjament; hi visqué nou anys en aquest estat. El 1603 va ser admès com a germà a l'orde i, malgrat l'oposició del seu pare, va fer els vots solemnes el 1606.
Al convent, Martí va fer de barber, sagnador i infermer. La seva cel·la, a la vora de la infermeria, era freqüentada per pobres i necessitats que hi acudien per ésser atesos. Els coneixements d'herbes medicinals de Martí era notori, i les conreava en l'horta del convent. També es va fer famosa la seva caritat envers els més pobres. La caritat es feia extensiva als animals, que guaria en trobar-los ferits o malalts. A casa de la seva germana allotjava gossos i gats malalts, mentre sanaven.
A més, feia tasques d'apostolat: ensenyava la doctrina cristiana als pobres, negres i indis, que venien a sentir-lo. Amb l'ajut d'alguns nobles i del virrei, el comte de Chinchón, va fundar l'Asilo y Escuela de Santa Cruz, per a reunir els orfes, pobres i gent sense feina de la ciutat i ajudar-los a sortir de la seva situació.
Va estar caracteritzat per una gran humilitat, que el feia acceptar qualsevol tasca, per humil que fos, amb goig. Un cop que el convent, en crisi, havia de vendre part dels seus béns, Martí es va oferir al prior perquè el vengués com a esclau i destinar el producte de la venda al convent; el prior, commogut, va refusar l'oferta. Era frugal i vegetarià, fent freqüents dejunis. Només dormia dues o tres hores al dia, i feia servir sempre el mateix hàbit vell, fins que el prior l'obligà a canviar-lo per un de nou.
Va conèixer santa Rosa de Lima i sant Juan Macías, també dominics de Lima.
Aviat, va començar a tenir fama de santedat i rebia la visita de gent de tota classe i classe social que necessitaven consell. A desgrat seu, era anomenat "el santo hermano Martín". També corrien llegendes i rumors sobre fets sobrenaturals que el tenien com a protagonista, com aparicions, episodis de bilocació, llums que l'acompanyaven, etc.

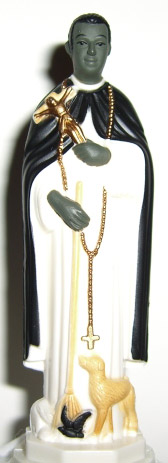
Talla del sant, amb l'escombra i els animals
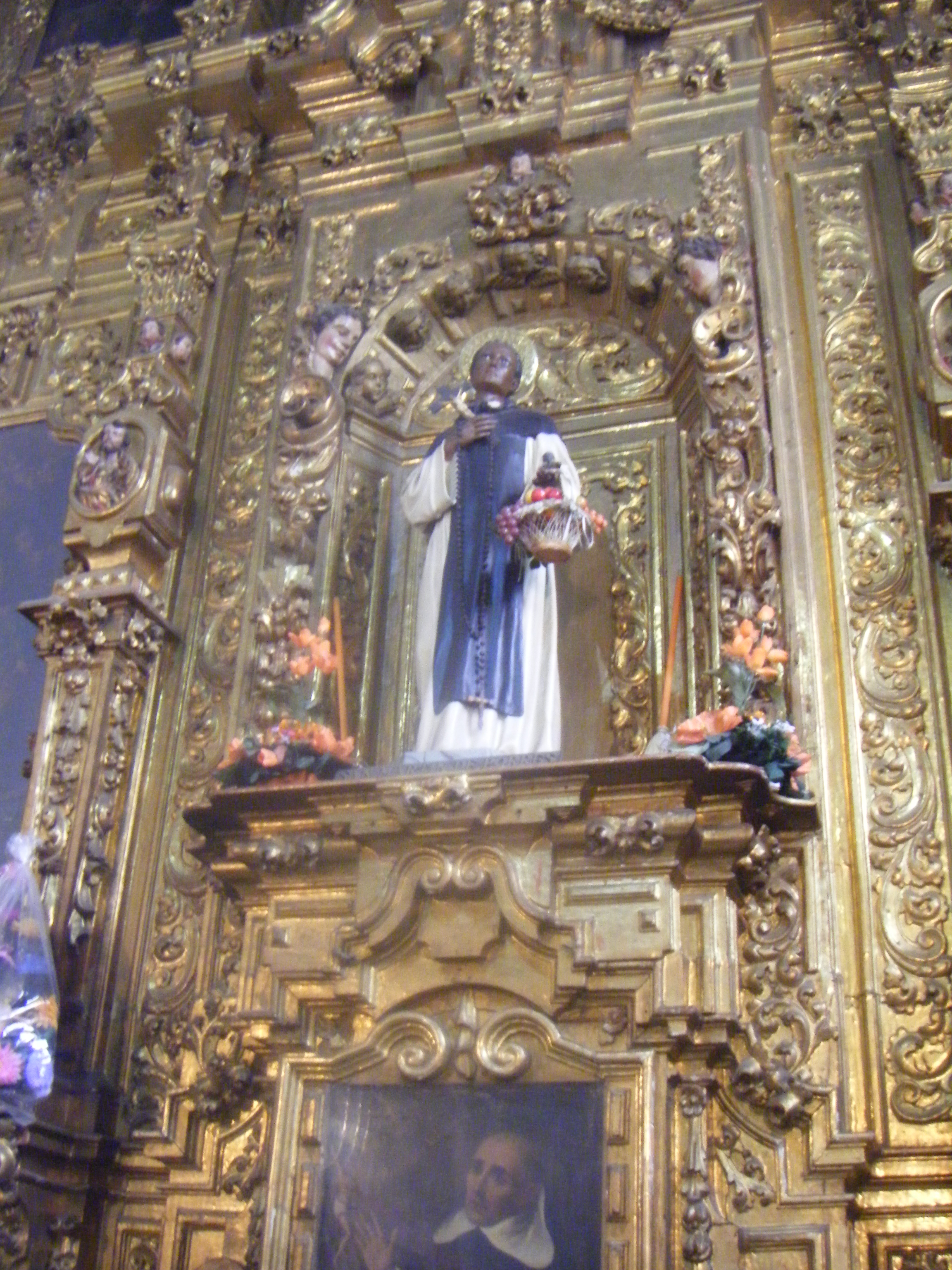
Altar a Santo Domingo (Mèxic)
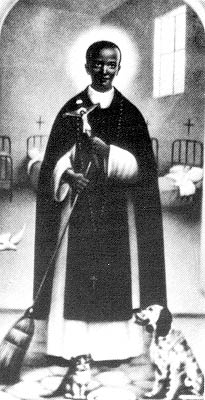
Estampa devocional
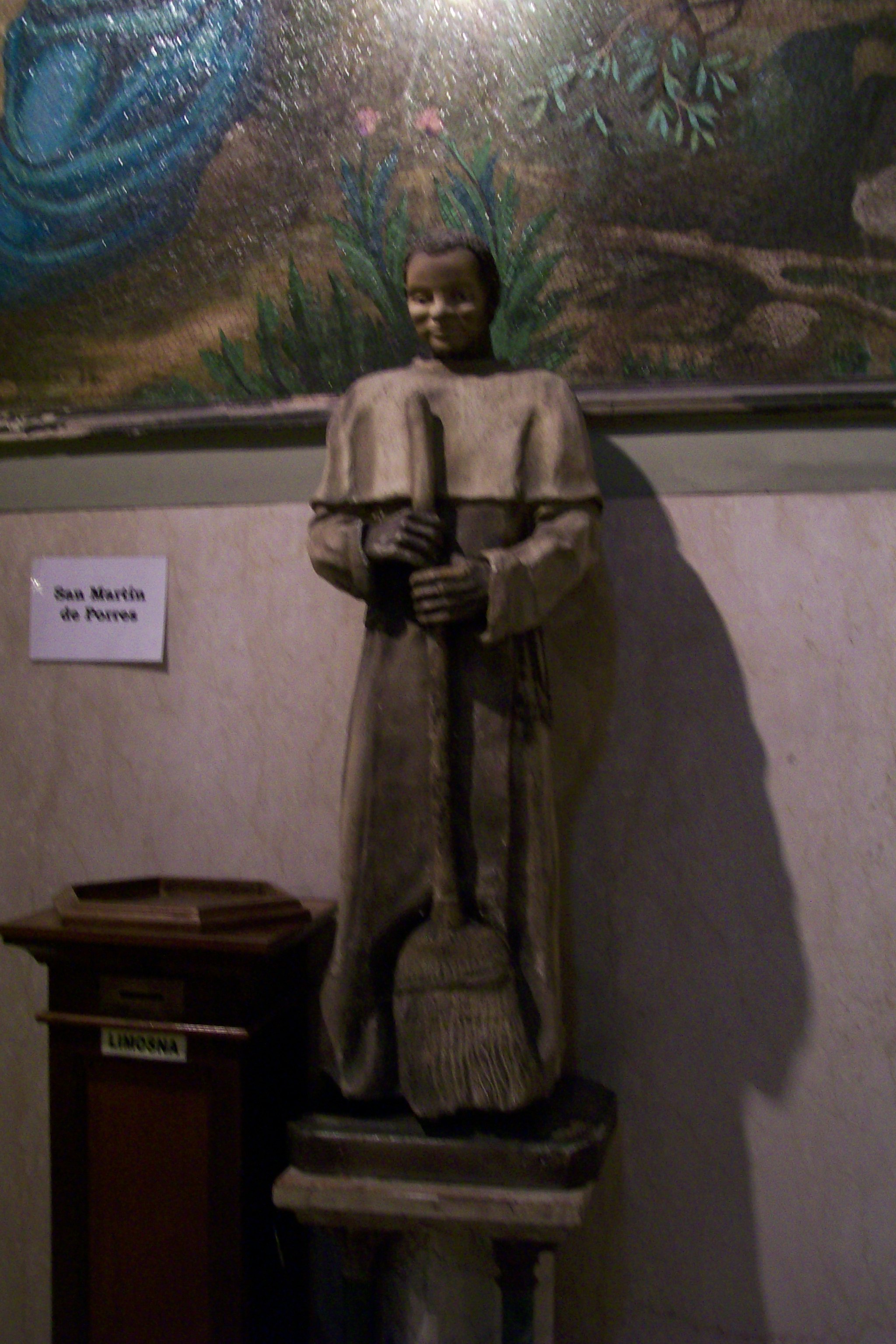
Talla moderna a S. Nicolás (Buenos Aires)
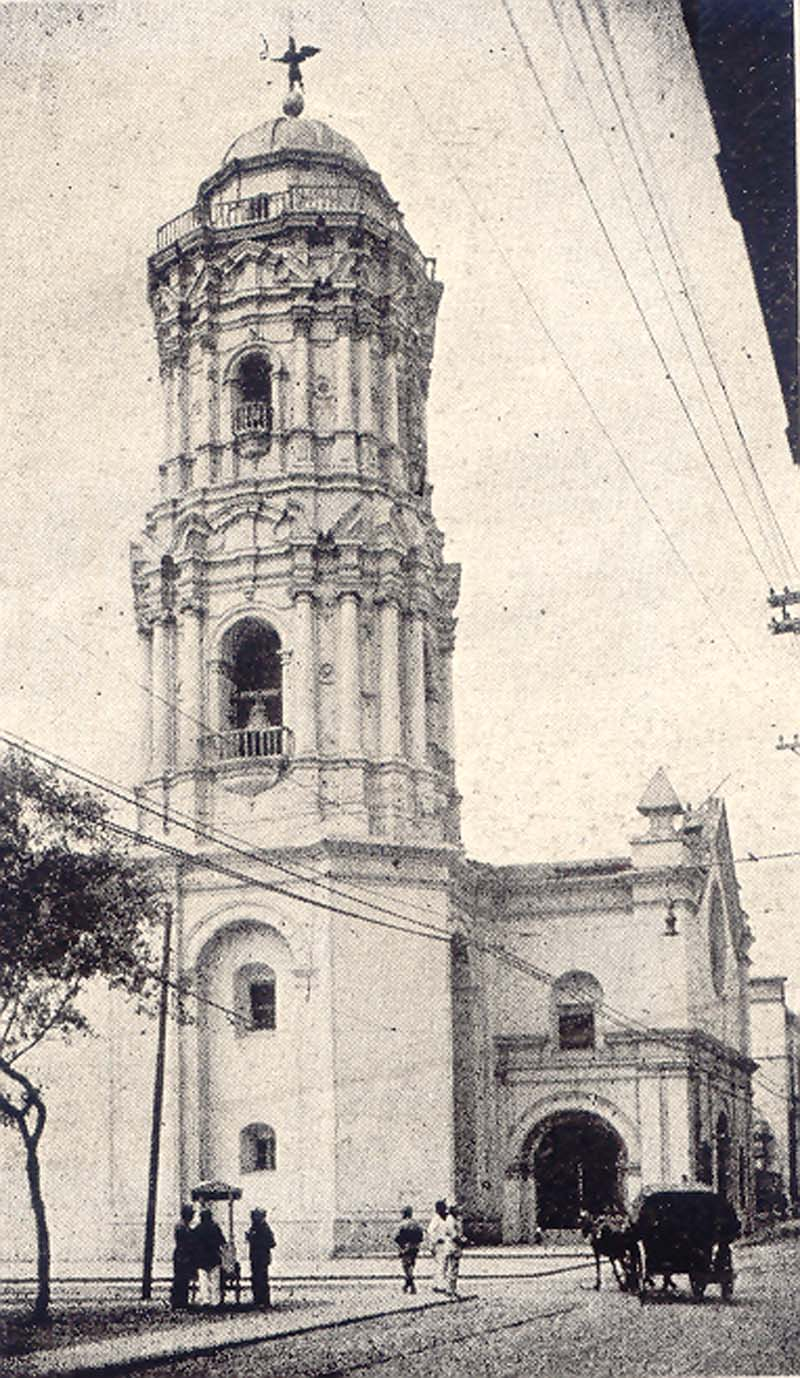
Església de S. Domingo (Lima), on reposen les restes del sant

### Miracles atribuïts
Es deia que tenia el do de la bilocació i, sense haver sortit mai de Lima, va ser vist a Mèxic, Àfrica, Xina i el Japó, on animava els missioners que es trobaven en dificultats o guaria malalts. Encara que la porta fos tancada o ell estigués tancat a la seva cel·la, entrava a les habitacions dels moribunds per a ajudar-los. Preguntat sobre com ho feia, deia: "Yo tengo mis modos de entrar y salir". També es deia que controlava fets naturals: feia germinar les plantes abans d'hora i els animals obeïen les seves ordres. Una llegenda diu que feia menjar plegats i del mateix plat un gos, un gat i un ratolí, sense que hi hagués cap problema. Del do de la sanació va tenir molts testimonis directes. Quan guaria, solia dir: "Yo te curo, Dios te sana". Altres testimonis afirmaren que l'havien vist levitar mentre pregava, i que llavors no veia ni sentia la resta de gent. També va tenir el do de la vidència, i podia preveure necessitats d'altres persones o per a predir fets de la vida, com el dia de la seva mateixa mort.

## Mort
Als setanta anys, Martí de Porres va caure malalt i anuncia que morirà aviat. La notícia va causar commoció a la ciutat, on ja era molt estimat. El virrei va anar a acomiadar-lo i a demanar-li que vetllés per ell des del cel. Mentre els seus germans dominics cantaven el Credo, va morir la nit del 3 de novembre de 1639. El seu enterrament va ser una manifestació ciutadana de dolor.
Va ser sebollit a la basílica i convent de Santo Domingo, a Lima, al costat de les restes dels sants Rosa de Lima i Juan Macías, a l'anomenat Altar de los Santos Peruanos.

## Veneració
Malgrat la seva vida exemplar i la veneració que li retien negres, mulats i indis, la societat colonial, regida per blancs, no va promoure la seva santificació. El procés de beatificació, obert aviat, va durar fins al 1837, quan va ser beatificat per Gregori XVI. Joan XXIII, gran devot de Martí, el va canonitzar el 6 de maig de 1962.